# Ganbare!! Robocon
Ganbare!! Robocon (がんばれ!!ロボコン?, Ganbare!! Robokon, Do Your Best!! Robocon) è una serie giapponese tokusatsu comica su una famiglia di robot creata da Shōtarō Ishinomori e prodotta dalla Toei. Composta da 118 episodi, andò in onda dal 4 ottobre 1974 al 25 marzo 1977 su NET TV. Nel 1999 ebbe un reboot con Moero!! Robocon (燃えろ!!ロボコン?, Moero!! Robokon, Burn!! Robocon), che venne trasmessa dal 31 gennaio 1999 (una settimana dopo la finale di Tetsuwan Tantei Robotack) al 23 gennaio 2000 (una settimana prima dell'inizio di Kamen Rider Kuuga).

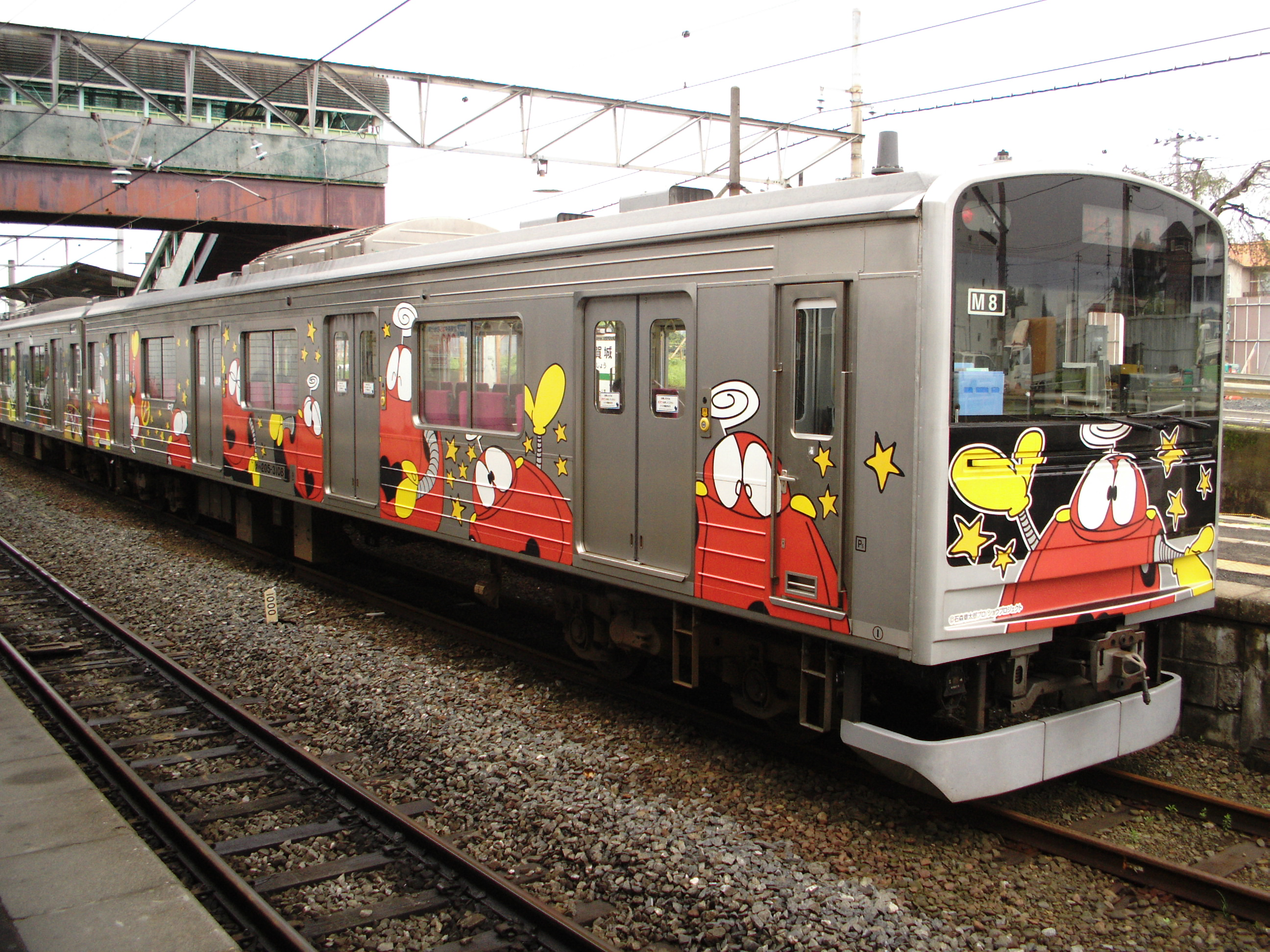
Questo treno della Senseki Line, commissionato in onore di Shōtarō Ishinomori, è decorato con alcuni Robocon.

La storia segue Robocon, uno studente dell'Accademia dei robot di Gantz che vive tra gli umani e li aiuta come parte dei suoi studi. Sebbene sia un disastro, fa degli sforzi per fare una buona figura agli occhi degli uomini.
Il 10 dicembre 1999, Toei distribuì il film televisivo Moero !! Robocon vs. Ganbare !! Robocon  ( 燃 え ろ !! ロ ボ コ ン VS が ん ば れ !! ロ ボ コ ン ?, Moero !! Robokon tai Ganbare !! Robokon ) dove il Robocon degli anni '90 incontra il Robocon originale degli anni '70.

## Cast
- Shintaro Oyama: Shigehisa Ōno
- Hatsue Oyama: Midori Katō
- Hajime Oyama: Yoshikazu Yamada
- Midori Oyama: Mayumi Sakuma
- Makoto Oyama: Nobuyoshi Fukuda
- Robin-chan: Kaho Shimada
- Yamamoto-sensei: Yukari Yamamoto
- Officer Machida: Tōru Yuri
- Taro Ogawa: Masahiro Sumiyoshi
- Yoshiko Ogawa: Miyuki Ueda
- Mayumi Ogawa: Yukiko Ebina
- Susumu Ogawa: Makoto Honda

### Cast di doppiatori
- Robocon: Keiko Yamamoto
- Gantz-sensei: Keiichi Noda
- Robogari: Sachiko Chijimatsu
- Robopar/Robo Mecha: Kōji Yada
- Robowal/Robopu/Robobin: Ichirō Nagai
- Robodoro/Roboton: Kenichi Ogata
- Roboton: Keaton Yamada
- Robosho/Robokiwi/Robochoi: Sanji Hase
- Roboton/Robogaki/Robogera: Osamu Katō
- Robopecha/Robopyon: Kazuko Sawada
- Robowal/Robocar: Yonehiko Kitagawa
- Robodeki: Akira Kamiya
- Robomero: Junko Hori
- Roboinu: Kaneta Kimotsuki/Shun Yashiro
- Roboriki: Hiroshi Masuoka
- Robopeka: Isamu Tanonaka
- Robo-chan: Kazuko Sugiyama

## Sigle
Tutte le sigle furono cantate da Ichirou Mizuki. Shōtarō Ishinomori compose quelle d'apertura: Ganbare Robocon, Oira Robocon Robotto dai! (おいらロボコンロボットだい!?) e Run! Robocon Athletic Meet (走れ!!ロボコン運動会?, Hashire! Robokon Undōkai) (per l'edizione invernale). Saburō Yatsude invece scrisse quelle di chiusura: Robocon, Best in the Robot World (ロボコン・ロボット世界一?, Robokon Robotto Sekaiichi), Robocon Gattsurakon (ロボコンガッツラコン?) e Robocon Ondo (ロボコン音頭?) (per l'edizione estiva).